# Ближне-Песочное
Бли́жне-Песо́чное — посёлок городского типа в составе городского округа город Выкса Нижегородской области России. Административный центр рабочего посёлка Ближне-Песочное.

## География
Расположен в 33 км к югу от железнодорожной станции Навашино (на линии Муром — Арзамас), в 5 км к западу от города Выксы у реки Железница. Название Ближне-Песочное образовано из-за почвы, на которой стоит посёлок.

## История
История посёлка восходит к XVIII веку, когда в этой местности была обнаружена железная руда, которую использовали на заводах братьев Баташёвых. Руда добывалась вручную, рылись колодцы-дудки, из которых деревянные бадьи с рудой поднимались с помощью воротов. Шахты были сырыми, а земля с большим содержанием песка, что вело к обвалам породы и гибели рудокопов.
Для Досчатинского завода Баташёвыми была сооружена плотина на речке Железнице. С образованием пруда прокатные цеха стали приводится в движение водяной турбиной, которая существовала до окончания Великой Отечественной войны.
Население занималось животноводством, земледелием, рыболовством и добычей руды. Более богатые имели кустарные мастерские по отбеливанию льняной пряжи. Существовала маслобойка, красильная и овчинная мастерская, шерстобойка, мастерская по изготовлению прялок, три кузницы. Наличие глины позволило создать два кирпичных завода.
В конце XIX — начале XX века деревня Песочная входила в состав Шиморской волости Меленковского уезда Владимирской губернии, с 1921 года — в составе Выксунского уезда Нижегородской губернии. В 1859 году в селе числилось 108 дворов, в 1905 году — 462 дворов.
18 августа 1899 года в селе Песочное была освящена каменная церковь Успения Пресвятой Богородицы. В 1935 году с церкви были сброшены колокола, позже разрушена колокольня и на её месте сделан пристрой.905 Дело о закрытии церкви в с. Бл. Песочное Выксунского района  51
С 1929 года село являлась центром Песочинского (Ближне-песочинского) сельсовета Выксунского района Горьковского края, с 1936 года — в составе Горьковской области.
12 сентября 1960 года село Ближне-Песочное и деревня Чёрная объединены в рабочий посёлок Ближне-Песочное.
В 2011 году рабочий посёлок Ближне-Песочное вошёл в состав городского округа город Выкса.

## Население
| 1859  | 1897  | 1905  | 1970  | 1979  | 1989  | 1999  | 2002  | 2008  |
| ----- | ----- | ----- | ----- | ----- | ----- | ----- | ----- | ----- |
| 953   | ↗2120 | ↗2651 | ↗5280 | ↘4329 | ↘3094 | ↘2700 | ↘2679 | ↗2907 |
| 2009  | 2010  | 2011  | 2012  | 2013  | 2014  | 2015  | 2016  | 2017  |
| ↗2999 | ↘2917 | ↗2919 | ↗2990 | ↗3081 | ↗3197 | ↗3216 | ↘3202 | ↘3182 |
| 2018  | 2019  | 2020  | 2021  |       |       |       |       |       |
| ↘3156 | ↘3122 | ↘3094 | ↘2893 |       |       |       |       |       |

## Экономика
Население занято в основном на предприятиях города Выксы.

## Достопримечательности
- Церковь Успения Пресвятой Богородицы (1896—1899). Каменный храм корабельного типа в русском стиле. В настоящее время восстанавливается[6].